# Cleptomyia
Cleptomyia is een vliegengeslacht uit de familie van de roofvliegen (Asilidae).

## Soorten
- C. tripartita (Walker, 1854)